# Châu Thành, Hậu Giang
Châu Thành là một huyện cũ thuộc tỉnh Hậu Giang cũ, Việt Nam.

## Địa lý
Huyện Châu Thành là cửa ngõ của tỉnh Hậu Giang, cách thành phố Vị Thanh 25 km về hướng đông bắc và cách trung tâm thành phố Cần Thơ 10 km, có vị trí địa lý:
- Phía đông giáp huyện Kế Sách, tỉnh Sóc Trăng và huyện Trà Ôn, tỉnh Vĩnh Long
- Phía tây giáp huyện Châu Thành A và huyện Phụng Hiệp
- Phía nam giáp thành phố Ngã Bảy
- Phía bắc giáp quận Cái Răng, thành phố Cần Thơ.

### Địa hình, địa mạo
Nhìn chung tương đối bằng phẳng, bề mặt bị chia cắt bởi hệ thống kênh rạch chằng chịt. Cao độ trung bình từ 0,3m – 1,2m; độ dốc nghiêng dần từ sông Hậu vào nội đồng theo hướng Bắc – Nam; Đông – Tây (từ phía bờ sông và phía Quốc lộ 1 vào trong đồng ruộng). Do đó, đã tạo thuận lợi cho phát triển công nghiệp – tiểu thủ công nghiệp và sản xuất nông nghiệp. Tuy nhiên, cũng gây khó khăn cho việc xây dựng hạ tầng kỹ thuật, cơ giới hoá nông nghiệp, phát triển giao thông đường bộ và ảnh hưởng đến đời sống, sinh hoạt của người dân.

### Khí hậu
Huyện nằm trong vùng khí hậu nhiệt đới gió mùa, ít bão, quanh năm nóng ẩm, với những đặc trưng chủ yếu sau:
- Chế độ nhiệt: trung bình năm khá cao khoảng 27,6 °C. Tháng 1 có nhiệt độ thấp nhất 26 °C, tháng 5 có nhiệt độ cao nhất là 30 °C.
- Chế độ mưa: trong năm hình thành hai mùa mưa và khô. Mùa mưa từ tháng 5–11 trùng với gió mùa Tây Nam. Mùa khô từ tháng 12 đến tháng 4 năm sau trùng với gió mùa Đông Bắc. Lượng mưa cả năm khoảng 1.309,8 mm, chiếm 90% tổng lượng mưa cả năm. Lượng mưa tuy lớn nhưng phân bố không đều giữa các tháng trong mùa nên gây tình trạng ngập úng trong mùa mưa.
- Chế độ ẩm: cao và ổn định, ít biến đổi qua các năm, trung bình cả năm 81,8%, thấp nhất là 74% vào tháng 3 và cao nhất là 86% vào tháng 10.
- Chế độ nắng: số giờ nắng trong năm khá cao khoảng 2.612,6 giờ/năm.
- Chế độ gió: phổ biến với hai hướng gió chính là gió mùa Tây Nam thường xuất hiện từ tháng 5 đến tháng 11, thổi vào từ vịnh Thái Lan, mang theo nhiều hơi nước nên gây mưa; và gió mùa Đông Bắc thường xuất hiện từ tháng 12 đến tháng 4 năm sau, thổi từ lục địa sang nên khô và nóng. Ngoài ra, khoảng từ tháng 2 đến tháng 4 còn có gió chướng, trong mùa mưa còn xuất hiện các cơn lốc xoáy bất ngờ, gây ảnh hưởng tới sản xuất và sinh hoạt của nhân dân.[4]

### Thủy văn
Chế độ thủy văn trên địa bàn Huyện chịu tác động của 3 yếu tố: dòng chảy chính sông Hậu cùng với 4 nhánh sông: Cái Côn, Cái Dầu, Mái Dầm và Cái Cui; chế độ mưa nội tại và chế độ thủy triều biển Đông.
Thủy triều biển Đông: chế độ bán nhật triều với 2 kỳ triều cường (1 và 15 âm lịch) và 2 kỳ triều kém (7 và 23 âm lịch) trong mỗi tháng, thời gian mỗi kỳ kéo dài 2-3 ngày. Thủy triều biển Đông theo sông Hậu và kênh rạch tác động vào khu vực phía Bắc khá mạnh, yếu dần khi vào sâu trong nội đồng (5–10 km). Biên độ triều chênh lệch khá lớn nên có tác dụng lớn trong việc tưới tiêu cho hầu hết diện tích đất đai trên địa bàn.
Chế độ dòng chảy trên sông rạch: chia thành 2 mùa rõ rệt bao gồm: 
- Mùa kiệt: nối tiếp mùa lũ từ tháng 12 đến tháng 4 năm sau. Mặc dù lưu lượng nước trên sông, rạch thấp nhưng do tác động của thủy triều và do huyện nằm cạnh sông Hậu nên toàn bộ diện tích có thể khai thác khả năng tưới tự chảy.
- Mùa lũ: bắt đầu từ tháng 8 đến tháng 11. Dòng chảy của lũ thời kỳ đầu tập trung trong lòng dẫn, sau đó vượt qua bờ bao tràn vào đồng ruộng gây ngập lụt. Tuy nhiên vào mùa lũ việc sản xuất nông nghiệp trên địa bàn Huyện ít bị ảnh hưởng do hệ thống đê bao đã khá hoàn chỉnh.[4]

### Tài nguyên đất
Hiện nay trên địa bàn huyện có 3 nhóm đất chính là đất phù sa, đất phèn và đất líp, Trong đó:
- Nhóm đất phù sa: diện tích khoảng 4.579 ha, chiếm 32,51% diện tích tự nhiên, bao gồm các loại như Đất phù sa có tầng loang lổ đỏ vàng (Pf); đất phù sa gley (Pg); đất phù sa có đốm rỉ P(f); đất phù sa có tầng loang lỗ, có kết von giả Pf(c).
- Nhóm đất phèn: diện tích khoảng 100 ha, chiếm 0,71% diện tích tự nhiên, bao gồm các loại như Đất phèn hoạt động đã thủy phân rất sâu >80 cm (Srj3); đất phèn hoạt động đã thủy phân sâu 50–80 cm (Srj2).
- Nhóm líp: diện tích khoảng 8.263,23 ha, chiếm 58,66% diện tích tự nhiên, phân bố tập trung dọc theo các tuyến kênh rạch, các trục lộ giao thông lớn, các cụm, tuyến dân cư tập trung. Đất không bị ngập lũ, thành phần lý hóa tính đã bị thay đổi nhiều do quá trình sử dụng.

Ngoài ra, đất sông, kênh, rạch có diện tích 1.144,04 ha, chiếm 8,12% diện tích tự nhiên, phân đều trên địa bàn huyện.

### Tài nguyên nước
Nước mặt: huyện có nguồn nước mặt dồi dào do được cung cấp bởi hệ thống sông, kênh, rạch khá dày đặc trên địa bàn, đặc biệt là nguồn nước từ sông Hậu, sông Mái Dầm, sông Cái Côn. Đây là nguồn nước chủ yếu cung cấp cho sản xuất và sinh hoạt của nhân dân.
Nước dưới đất: được phân bố khá rộng, nước ngọt phân bố chủ yếu ở các tầng chứa nước Pleistoxen, Plioxen, Mioxen ở độ sâu 100 – 500m, một số nơi chưa đến 50m đã có nước dưới đất với chất lượng khá tốt.

## Hành chính
Huyện Châu Thành có 9 đơn vị hành chính cấp xã trực thuộc, bao gồm 2 thị trấn: Ngã Sáu (huyện lỵ), Mái Dầm và 6 xã: Đông Phú, Đông Phước, Đông Phước A, Đông Thạnh, Phú Hữu, Phú Tân với 59 ấp.
| TT. Ngã Sáu TT. Mái Dầm X. Đông Phú X. Đông Thạnh X. Đông Phước A X. Đông Phước X. Phú Hữu X. Phú Tân TP. Cần Thơ T. Vĩnh Long T. Sóc Trăng TP. Ngã Bảy H. Phụng Hiệp H. Châu Thành A Bản đồ hành chính huyện Châu Thành, tỉnh Hậu Giang |

## Lịch sử